# ویلر درایدن
ویلر درایدن (انگلیسی: Wheeler Dryden؛ ۳۱ اوت ۱۸۹۲ – ۳۰ سپتامبر ۱۹۵۷) بازیگر اهل بریتانیا بود. او برادر ناتنی چارلی چاپلین بود.
از فیلم‌هایی که وی در آن نقش داشته است، می‌توان به دیکتاتور بزرگ، روشنی‌های صحنه و گل و ماسه اشاره کرد.